# Maingaya malayana
Maingaya malayana är en trollhasselart som beskrevs av Oliver. Maingaya malayana ingår i släktet Maingaya och familjen trollhasselfamiljen. Inga underarter finns listade i Catalogue of Life.